# Augusto Mazzucato
Augusto Mazzucato (Padova, 7 febbraio 1920 – ...) è stato un calciatore italiano, di ruolo difensore.

## Carriera
Comincia nel Padova in Serie B debuttando il 9 febbraio 1941 nella partita contro la Lucchese vinta dai biancoscudati (6-1).
Durante il periodo bellico gioca nel Campionato Alta Italia 1944 con il Monti Padova. Successivamente gioca per Trento e Mantova in Serie B e nelle serie inferiori.